# اوللی یانونن
اوللی یانونن (انگلیسی: Olli Jalonen؛ زادهٔ ۲۱ فوریهٔ ۱۹۵۴) مؤلف (پدیدآور)، و نویسنده اهل فنلاند است.
وی همچنین برندهٔ جوایزی همچون جایزه اینو لینو شده‌است.